# Harpiocephalus mordax
Harpiocephalus mordax (Thomas, 1923) è un pipistrello della famiglia dei Vespertilionidi diffuso nell'Ecozona orientale.

## Descrizione

### Dimensioni
Pipistrello di medie dimensioni, con la lunghezza della testa e del corpo di 57,6 mm, la lunghezza dell'avambraccio tra 50,8 e 53,8 mm, la lunghezza della coda tra 48,8 e 50 mm, la lunghezza del piede tra 9,2 e 11,4 mm, la lunghezza delle orecchie tra 17,4 e 18,2 mm e un peso fino a 23,8 g.

### Aspetto
La pelliccia è lunga, densa, soffice e si estende sulle zampe, i piedi e sulle ali fino all'altezza dei gomiti e delle ginocchia. Le parti dorsali sono grigio-brunastre con la base dei peli grigia e le punte rossastre, mentre le parti ventrali sono giallo-brunastre con la base dei peli più scura. Il muso è corto, conico, con le narici tubulari e protuberanti. Gli occhi sono molto piccoli. Le orecchie sono arrotondate e ben separate tra loro. Il trago è lungo, con un profondo incavo alla base posteriore. Le ali sono attaccate posteriormente alla base delle dita dei piedi. La coda è lunga ed inclusa completamente nell'ampio uropatagio, il quale è densamente ricoperto di peli.

## Biologia

### Alimentazione
Si nutre di insetti.

## Distribuzione e habitat
Questa specie è diffusa in maniera discontinua nel Myanmar centrale, Thailandia occidentale, Laos e Vietnam centro-settentrionali, Penisola Malese, Borneo settentrionale. Probabilmente è presente anche nell'India orientale, dallo stato del Sikkim al Mizoram.
Vive nelle foreste mature.

## Conservazione
La IUCN Red List, considerata la mancanza di informazioni sufficienti sull'areale, i requisiti ecologici, le minacce e lo stato di conservazione, classifica H.mordax come specie con dati insufficienti (DD).